# Ökull
Ökull este o arie protejată (arie specială de conservare — SAC, sit de importanță comunitară — SCI) din Suedia întinsă pe o suprafață de 59,6 ha, integral pe uscat.

## Localizare
Centrul sitului Ökull este situat la coordonatele 58°23′33″N 13°37′17″E / 58.3925°N 13.6214°E.

## Înființare
Situl Ökull a fost declarat sit de importanță comunitară în decembrie 1998 pentru a proteja 1 specie de plante și 2 specii de animale. Situl a fost protejat și ca arie specială de conservare în martie 2011.

## Biodiversitate
Situată în ecoregiunea boreală, aria protejată conține 7 habitate naturale: Mlaștini alcaline, Pajiști fino-scandinave uscate până la mezice, bogate în specii de altitudine mică, Mlaștini calcaroase cu Cladium mariscus și specii de Caricion davallianae, Pajiști uscate seminaturale și facies de acoperire cu tufișuri pe substraturi calcaroase (Festuco-Brometalia) (* situri importante pentru orhidee), Păduri caducifoliate de mlaștină fino-scandinave, Pășuni din zone de pădure fino-scandinave, Ape puternic oligomezotrofe cu vegetație bentonică cu Chara spp..
La baza desemnării sitului se află mai multe specii protejate:
- plante (1): Hamatocaulis vernicosus
- nevertebrate (2): Vertigo genesii, Vertigo geyeri